# Battipaglia (stacja kolejowa)
Battipaglia (wł: Stazione di Battipaglia) – stacja kolejowa w Battipaglia, w regionie Kampania, we Włoszech. Znajdują się tu 3 perony. Według klasyfikacji RFI posiada kategorię srebrną.
Zatrzymują się tu pociągi regionalne, intercity, oraz niektóre Eurostar Italia.